# Gottfried Schmitt (Reichsgerichtsrat)
Gottfried Schmitt (* 8. Dezember 1865 in Berlin; †  10. März 1919) war ein deutscher Reichsgerichtsrat.

## Leben
Er war der Sohn des „Vaters des Erbrechts“ des BGB, Gottfried Schmitt (1827–1908). Während seines Studiums wurde er 1883 Mitglied der Burschenschaft Germania zu Würzburg. Schmitt trat 1887 in den bayrischen Referendarsdienst ein und legte 1890 die zweite Staatsprüfung ab. 1891 wurde er zunächst Hilfsarbeiter im Staatsministerium der Justiz und kam im selben Jahr als Amtsrichter am Amtsgericht München I. 1893 kehrte er zur Dienstleistung in das Staatsministerium der Justiz zurück. 1895 wurde er zum II. Staatsanwalt befördert unter Fortverwendung im Ministerium. 1898 erfolgte die Beförderung zum Landgerichtsrat am Landgericht München I, 1899 zum I. landgerichtlichen Staatsanwalt jeweils unter Fortverwendung im Staatsministerium. 1901 wurde er zum Regierungsrat im Staatsministerium der Justiz ernannt und 1903 zum Oberregierungsrat befördert. 1908 kam er an das Reichsgericht. Er war Mitherausgeber der Zeitschrift für das bayerische Notariat. Er war Mitarbeiter beim Kommentar der Reichsgerichtsräte zum Bürgerlichen Gesetzbuch.

## Werke
- Reichsgerichtsräte-Kommentar 1910: §§ 494–515, 929–984, 1204–1296 BGB
- Siegel und Stempel, Dr. J. A. Seuffert's Blätter für Rechtsanwendung, Band 65 (1900), S. 497.
- Gerichtshilfe für Ungeschick bei der Antragstellung: Nobile officium judicis, Dr. J. A. Seuffert's Blätter für Rechtsanwendung, Band 70 (1905), S. 2.
- Zur Frage der Civilprozeßreform, Dr. J. A. Seuffert's Blätter für Rechtsanwendung, Band 72 (1907), S. 14.
- Die Sicherungsübereignung, Deutsche Juristen-Zeitung, Jahrgang 17 (1912), Sp. 1041.
- Zur Frage der Unterschriftsbeglaubigung nach bayerischen Notariatsrechte, Zeitschrift für Rechtspflege in Bayern, Band 10 (1914), S. 34.
- Bayerische Justizgesetze, München 1905 (Digitalisat der BSB)